# En sautant dans le vide
En sautant dans le vide est une bande-dessinée de Man.

## Histoire
Trois copains. Deux mecs et une fille. Leur passe-temps favori ? Grimper sur les bâtiments et sauter d’immeuble en immeuble. Raul pratique la boxe, et Edu dessine. Tous deux sont amoureux de Luna. Luna, qui change de petit ami comme de tatouage, les fait tourner autour de son petit doigt. Mais ce sont des poings qu’elle joue le mieux dès qu’il s’agit de se défendre.
En boîte avec Raul et Edu, elle se fait allumer par des voyous, le genre à qui on ne la fait pas. Mais c’est mal connaître Luna qui donne à leur chef une bonne leçon, genre juste en dessous de la ceinture. Les mecs s’enfuient, en jurant de se venger. Ce n’est pas son jour, ou plutôt sa nuit, au chef.
À peine s’est-il fait virer de la boîte qu’il assiste, caché derrière un store, à l’assassinat de son cousin Ramiro, trafiquant de drogue.
Alors, quelques jours plus tard, quand il repère Raul et Luna en train de sauter par-dessus les immeubles, il voit rouge et, toujours flanqué de ses deux potes, il les prend en chasse.

## Albums
- Tome 1 : Le premier pas
- Tome 2 : L'orage approche
- Tome 3 : La dette
- Tome 4 : Quand tout s'écroule
- Tome 5 : Le dernier pas

## Liens utiles
- La bande annonce du tome 1
- La bande annonce du tome 3

## Source
- Le site officiel de l'éditeur : www.dargaud.com